# Colomby-Anguerny
Colomby-Anguerny ist eine französische Gemeinde mit 1.356 Einwohnern (Stand: 1. Januar 2022) im Département Calvados in der Region Normandie. Sie gehört zum Arrondissement Caen und zum Kanton Courseulles-sur-Mer.
Sie entstand mit Wirksamkeit vom 1. Januar 2016 als Commune nouvelle durch die Zusammenlegung der ehemaligen Gemeinden Anguerny und Colomby-sur-Thaon, von denen nur Colomby-sur-Thaon in der neuen Gemeinde der Status einer Commune déléguée zuerkannt wurde. Der Verwaltungssitz befindet sich im Ort Anguernys.

## Geografie
Colomby-Anguerny wird von Basly im Norden, Plumetot im Nordosten, Mathieu im Südosten, Villons-les-Buissons im Süden, Cairon im Südwesten, Thaon im Westen sowie Fontaine-Henry in nordwestlicher Richtung umgeben.

## Gliederung
| Ortsteil                     | INSEE-Code | Fläche (km²) | Einwohnerzahl (2013) |
| ---------------------------- | ---------- | ------------ | -------------------- |
| Anguerny (Verwaltungssitz)00 | 14014      | 2,85         | 736                  |
| Colomby-sur-Thaon            | 14170      | 2,76         | 385                  |

## Sehenswürdigkeiten
- Anguerny:
  - Kirche Saint-Martin, Monument historique klassifiziert[4]
  - historische Zehntscheune
  - alte Festsäle
- Colomby-sur-Thaon:
  - Kirche Saint-Vigor
  - Herrenhaus, Monument historique[5]
  - Menhire

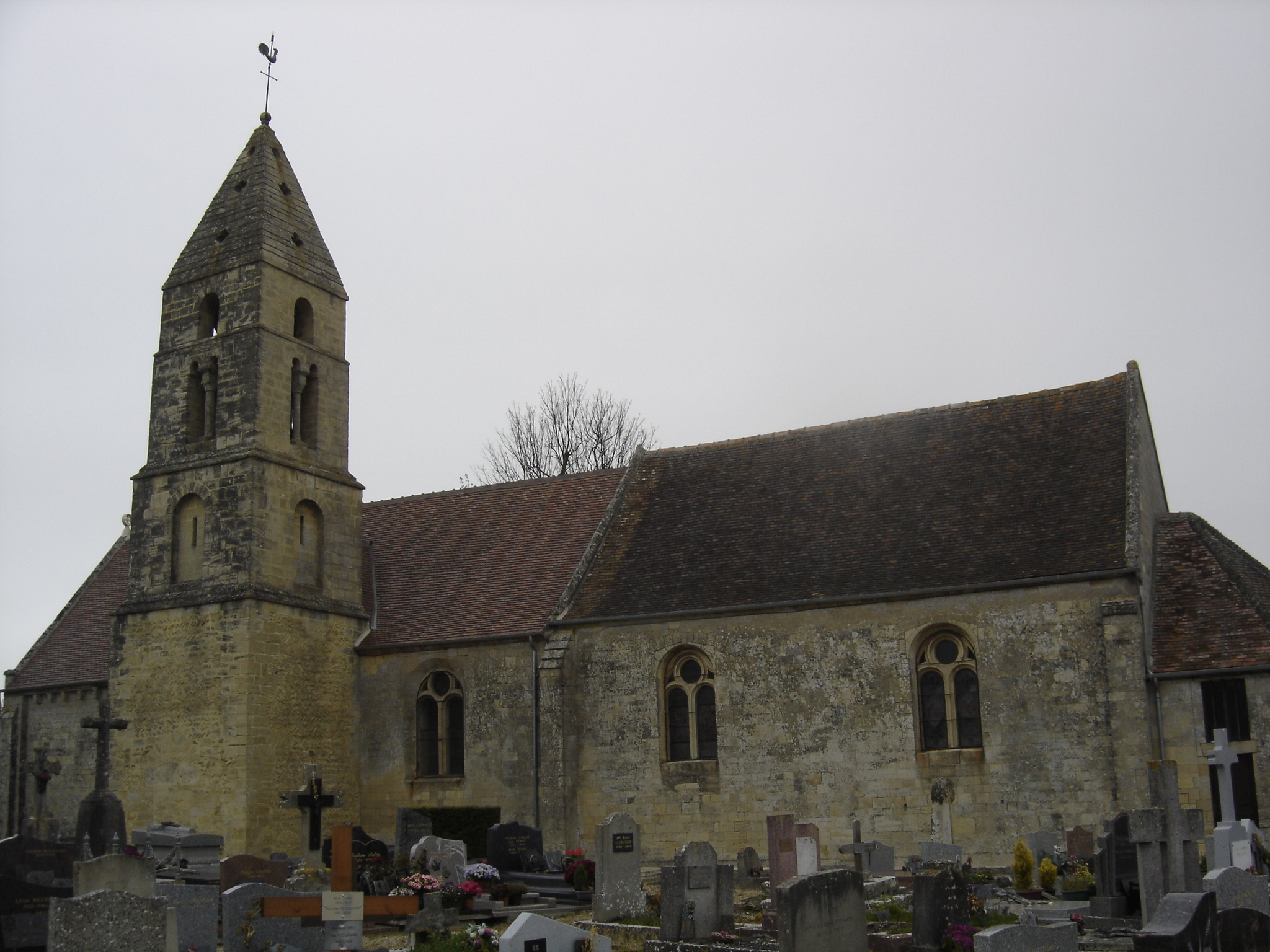
Kirche Saint-Martin
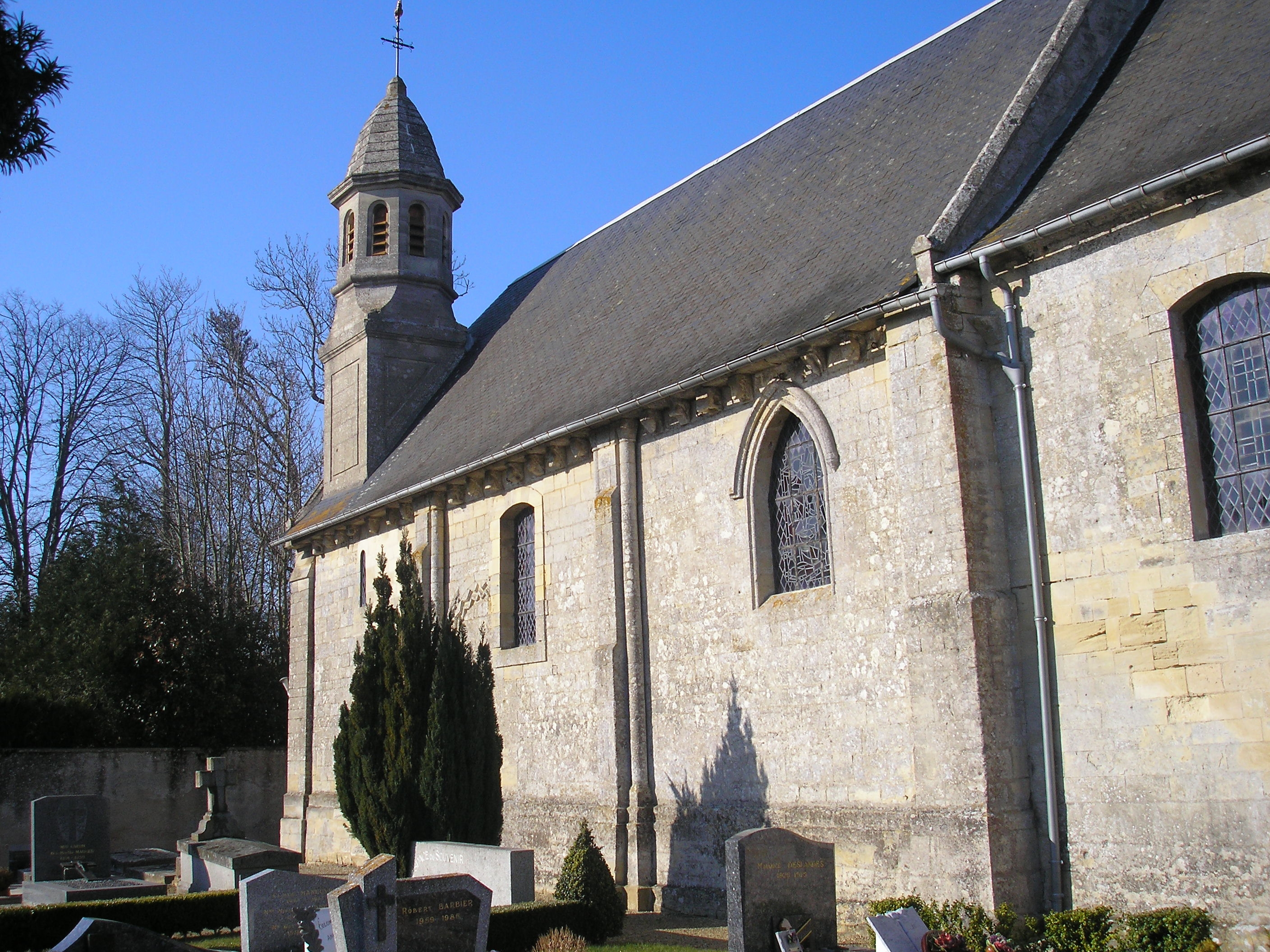
Kirche Saint-Vigor
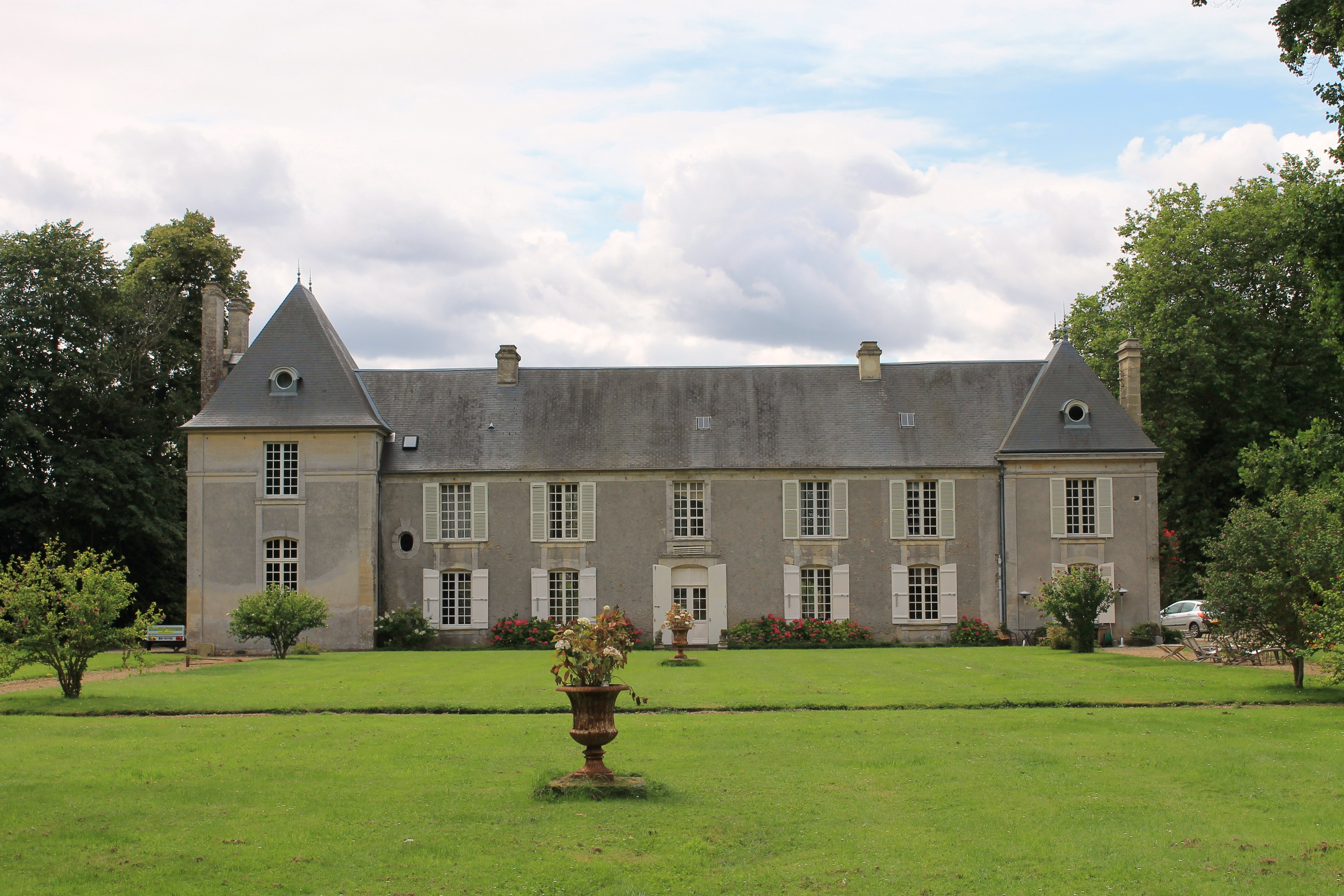
Das Herrenhaus